# Жорж Шарль Дантес
Жорж Шарль Данте́с (точніше — д'Анте́с), після того, як його взяли за сина, отримав прізвище Ге́ккерн; (фр. Georges Charles de Heeckeren d'Anthès, у московських документах — Гео́рг Карл де Геккере́н; нар. 5 лютого 1812, Кольмар, Верхній Рейн, Франція — пом. 2 листопада 1895, Сульц-О-Рен, Ельзас-Лотарингія, Німецька імперія) — французький монархіст, офіцер-кавалергард, за віросповіданням католик.
У 1830-х роках мешкав у Росії, куди переїхав після чергової французької революції, в якій повстанці усунули спадкову монархію. Монархіст Дантес поїхав до Росії служити місцевому монарху. Згодом захопився політикою, повернувся до Франції, був сенатором Франції. Відомий насамперед як людина, що смертельно поранила на дуелі російського поета Олександра Пушкіна.

## Життєпис

### Початок служби та приїзд до Росії
Дантес народився в Ельзасі у небагатій дворянській родині. Навчався в Сен-Сірській військовій школі, звідки, за деякими даними, був відрахований за легітимістські погляди (за іншими даними, через 10 місяців навчання, не бажаючи служити Луї-Філіппу I, звільнився за власним бажанням).
Жорж Дантес, приїхавши до Росії, придумав про себе легенду, ніби після повалення династії Бурбонів у Франції 1830 року він брав участь у повстанні у Вандеї (1832), яке було підняте герцогинею Марією Беррійською. Про хибність цієї версії розповідав Александр Тургенєв у листі до князя Петра В'яземського від 14/26 серпня 1837 року.
Поступив на військову службу до Пруссії, використував заступництво принца Вільгельма Пруського, однак отримав всього лиш звання унтер-офіцера. За порадою принца та з його рекомендаційним листом, який був адресований генерал-лейтенанту Владіміру Адлерберґу, поїхав до Московщини. За іншими даними, він мав рекомендацію герцогині Беррійської московському імператору Миколі І. Поступив у гвардію після полегшеного офіцерського іспиту (без іспитів з московської словесності, статутів та військового судочинства). Був зарахований корнетом найвищим наказом від 8 лютого 1834 року до кавалергардського полку.
Дантес був введений до складу бомонду бароном Луї Геккерном, з яким найімовірніше познайомився у подорожі до Московщини; тоді Луї Геккерн перебував в Петербурзі як міністр (посланець) від нідерландського двору.
1836 року отримав звання поручика кавалергардського полку. Невдовзі, того ж року барон Геккерн взяв Дантеса за сина. Рішенням короля Нідерландів і Вищої ради аристократії у травні 1836 року Дантесу надано голландське підданство, він був зарахований до голландського дворянства і отримав можливість мати прізвище Геккерна. Щоправда згодом виявилось, що за формальними підставами голландського підданства він не отримав, хоча голландським дворянином залишився..
Можливо, між Дантесом та Геккерном мали місце гомосексуальні зв'язки, зокрема про це стверджували друзі Дантеса. Князь Александр Трубецькой про це згадував так:
|  | За Дантесом водилися пустощі, але цілком невинні та властиві молоді, окрім однієї, про яку, зрештою, ми дізнали значно пізніше. Не знаю, як сказати: чи то він жив з Геккерном, чи то Геккерн жив з ним. Судячи з усього, у зносинах з Геккерном він відігравав тільки пасивну роль. Оригінальний текст (рос.) За Дантесом водились шалости, но совершенно невинные и свойственные молодёжи, кроме одной, о которой мы, впрочем, узнали гораздо позже. Не знаю, как сказать: он ли жил с Геккерном или Геккерн жил с ним… Судя по всему, в сношениях с Геккерном он играл только пассивную роль |

Наприкінці 1836 року Дантес одружився з Катериною Гончаровою, рідною сестрою Наталії Гончарової-Пушкіної, дружини Александра Пушкіна.